# Generální zastoupení Québecu v Paříži
Generální zastoupení Québecu v Paříži (francouzsky Délégation générale du Québec à Paris) je instituce kanadské vlády v Paříži, která zastupuje zájmy provincie Québec ve Francii a představuje quebeckou kulturu v Evropě. Nachází se na adrese Rue Pergolèse č. 66 v 16. obvodu.

## Historie
Zastupitelství bylo otevřeno 5. října 1961. Od roku 2010 je ředitelem centra Michel Robitaille, který byl před tím prezidentem Frankofonního centra Ameriky.
Prvním oficiálním zástupcem Québecu ve Francii byl v letech 1882–1910 ještě před vytvořením stálého zastoupení kanadský politik a novinář Hector Fabre (1834–1910).

## Organizace
Kanceláře delegace se nacházejí v ulici Rue Pergolèse. Zastoupení má stejné výsady a imunitu přiznávané velvyslanectvím.
Zastoupení spravuje knihovnu se 17 000 knihami a 1500 mediálními dokumenty. Pravidelně pořádá kulturní akce na podporu kanadské frankofonní kultury. Úřad podléhá kanadskému Ministerstvu pro mezinárodní vztahy.
Nabízí informace o Québecu pro turisty, podnikatele nebo případné vystěhovalce z Francie a naopak pro Quebečany pobývající ve Francii představuje zdroj praktických informací o zdejší zemi.